# Черноградь
Черноградь (бел. Чарнаградзь) — деревня (агрогородок) в Червенском районе Минской области. Входит в состав Валевачского сельсовета.

## Географическое положение
Находится примерно в 17 км к северо-западу от райцентра и в 52 км от Минска, в 30 километрах от железнодорожной станции Смолевичи, в 2-х километрах к северу от автодороги М4 Минск—Могилёв на реке Крупица.

## Геология
Вблизи агрогородка расположено месторождение песков.

## История
На 1800 год деревня была шляхетской собственностью и относилась к Игуменскому уезду Минской губернии, здесь насчитывалось 8 дворов, проживал 51 человек. На 1817 год упомянута под названием  Черноградье, тогда здесь работал хлебозапасный магазин. В середине XIX века принадлежала помещику М. Ганолицкому и входила в его имение Буда. В 1884 (по другим данным — в 1888 году) в деревне открыта школа грамоты, где учились 10 мальчиков. Согласно переписи населения Российской империи 1897 года входила в состав Гребёнской волости, здесь был 61 двор, проживало 432 человека, функционировали хлебозапасный магазин, церковно-приходская школа, корчма. Вблизи деревни была также околица Черноградье в 2 двора с 14 жителями. На начало XX века в деревне насчитывалось 68 дворов и 483 жителя. В этот период назревал конфликт между крестьянами и помещиком: крестьяне считали один из помещичьих участков земли своим. В апреле 1912 года на этой почве произошли крестьянские волнения, 17 участников которых были осуждены. На 1917 год 76 дворов, где жили 507 человек. С февраля по декабрь 1918 года оккупирована немцами, с августа 1919 по июль 1920 — поляками. 20 августа 1924 года деревня вошла в состав вновь образованного Гребёнского сельсовета Червенского района (с 20 февраля 1938 — Минской области. С установлением советской власти на базе  земского народного училища была открыта рабочая школа 1-й ступени. На 1926 год она насчитывала 69 учеников, при ней также была небольшая библиотека. Согласно Переписи населения СССР 1926 года в деревне было 98 дворов, проживали 577 человек. В 1930-е годы здесь организован колхоз «Освобождение», работала кузница. В период Великой Отечественной войны деревня была оккупирована немцами в конце июня 1941 года. В 1943 году в результате боя с фашистами погиб партизан С. И. Толкач, который был похоронен в деревне. 28 жителей деревни погибли на фронтах. Освобождена в начале июля 1944 года. 16 июля 1954 года в связи с упразднением Гребёнского сельсовета вошла в Валевачский сельсовет. На 1960 год 538 жителей. В 1976 году поставлен памятник-обелиск на могиле С. Толкача. В 1980-е являлась центром колхоза имени М. Фрунзе. По итогам переписи населения Беларуси 1997 года в деревне насчитывалось 178 домов и 525 жителей. В этот период здесь располагалась центральная усадьба колхоза, животноводческая ферма, мастерские по ремонту сельскохозяйственной техники, Дом культуры, библиотека, магазин, комплексный приёмный пункт бытового обслуживания населения, фельдшерско-акушерский пункт, начальная школа, детский сад-ясли, баня.

## Инфраструктура
На 2013 год в агрогородке функционируют детский сад-ясли начальная школа, библиотека, Дом культуры, фельдшерско-акушерский пункт, магазин, отделение связи.

## Население
- 1800 — 8 дворов, 51 житель.
- 1897 — 61 двор, 432 жителя.
- начало XX века — 68 дворов, 483 жителя.
- 1917 — 76 дворов, 507 жителей.
- 1926 — 98 дворов, 577 жителей.
- 1960 — 538 жителей.
- 1997 — 178 дворов, 525 жителей.
- 2013 — 180 дворов, 515 жителей.